# Charlie Brown (canción de Benito di Paula)
Charlie Brown es un sencillo de samba de 1974 del cantante brasileño Benito di Paula, quien compuso y escribió la letra. Se convirtió en una canción de gran éxito y una canción emblemática de Di Paula. En 1975, lanzó en el extranjero la canción «Charlie Brown», que tuvo mucho éxito a nivel internacional, hasta el punto de que fue versionada por artistas internacionales en portugués, así como en sus idiomas. El título hace referencia al personaje Charlie Brown de la serie de dibujos animados Peanuts.

## Composición y letra
Esta canción tardó 5 años en componerse, comenzando en 1969, año en que Di Paula vivía en una pensión italiana en Santos, donde veía a los demás residentes leyendo cómics de Peanuts. Cuando Di Paula preguntó qué pasaba en los cómics, pidió que le tradujeran los dibujos, y con eso quedó encantado con el personaje de Charlie Brown, y decidió escribir una canción sobre él, invitando al personaje de ficción a Brasil.
La letra de la canción está llena de referencias a Brasil, su relieve y cultura diversos y sus personajes famosos.
En el segundo verso de la canción, Di Paula menciona a sus compañeros músicos Vinícius de Moraes, Jorge Ben Jor y Luiz Gonzaga, quienes formaban parte de la oposición política brasileña a la junta militar brasileña gobernante en ese momento, y al equipo de fútbol de Río de Janeiro, CR Flamengo, que tiene la mayor base de aficionados a nivel nacional.
En su cuarto verso, hace referencia a São Paulo por su sobrenombre «Terra da garoa" («Tierra de llovizna»), menciona una cita del músico Caetano Veloso, el estado de Bahía, el artista Carlos Imperial y el verso termina citando el Carnaval de Río, idealizando el Brasil en su corazón.

## Lanzamiento
Fue grabado por primera vez en 1974 en Estúdio Reunidos en São Paulo por el sello discográfico Copacabana, siendo su cuarto álbum para el mismo sello y fue lanzado el 1 de octubre de 1974, que se convirtió en su canción más popular y reproducida.
La canción fue muy bien recibida en Brasil, convirtiéndose en el mayor éxito de las listas musicales nacionales en 1975. Poco después de ser lanzada, Di Paula fue invitada a formar parte de la delegación brasileña que participó en el Midem (Mercado Internacional del Disco y la Edición Musical) en Cannes, Francia, donde le dieron tres minutos para presentar algo de música y eligió «Charlie Brown». También fue muy bien recibido por el público europeo. La canción se hizo aún más popular en Europa, después de que el trío belga Two Man Sound la versionara en portugués en una versión disco-samba en 1975.

## Track list
7" (Copacabana)
1. "Charlie Brown" – 4:17

7" (Vogue/Carnaby)
1. "Charlie Brown" – 4:17
2. "Beleza que é você mulher" – 4:43

7" (Telefunken)
1. "Charlie Brown" – 4:15
2. "Pare, olhe e viva" – 3:55

7" (Eleven)
1. "Charlie Brown" – 4:17
2. "Na casa de sinha" – 3:35

## Versiones

### Two Man Sound
La canción fue versionada más notablemente por el trío belga Two Man Sound, en su versión original portuguesa, pero en un estilo disco-samba de ritmo más rápido en 1975. Alcanzó el puesto número siete en Alemania y el número uno en Bélgica en las listas musicales en 1975.

### Versiones en otros idiomas
| Artista                 | Álbum                                          | Detalles                                                |
| ----------------------- | ---------------------------------------------- | ------------------------------------------------------- |
| Ton van Kluyve          | Mijn Hoempapa                                  | - Lanzado: 1975 - Adaptación al holandés - Formato: 7"  |
| Benny                   | Amigo Charly Brown/Wir Sind Nicht Mehr Zu Jung | - Lanzado: 1975 - Adaptación al alemán - Formato: 7"    |
| Guy Mardel              | Prends Des Vacances Charlie                    | - Lanzado: 1975 - Adaptación al francés - Formato: 7"   |
| Sylvia Vrethammar       | Sylvia                                         | - Lanzado: 1976 - Adaptación al inglés - Formato: 7"    |
| Vikingarna              | Kramgoa Låtar 3                                | - Lanzado: 1976 - Adaptación al sueco - Formato: 12"    |
| Virve Rosti             | Tuolta Saapuu Charlie Brown                    | - Lanzado: 1976 - Adaptación al finlandés - Formato: 7" |
| Emmanouil Iordanopoulos | Tzorntanélli                                   | - Lanzado: 1976 - Adaptación al griego - Formato: 12"   |
| Pavel Liška             | Gong 3                                         | - Lanzado: 1977 - Adaptación al checo - Formato: 12"    |
| Trio Expres             | Express                                        | - Lanzado: 1983 - Adaptación al rumano - Formato: 12"   |
| Bjørn & Okay            | Hej Med Dig                                    | - Lanzado: 1997 - Adaptación al danés - Formato: 12"    |
| Kuldsed Lindid          | Kaua                                           | - Lanzado: 2001 - Adaptación al estonio - Formato: 12"  |

### Fútbol y política
La canción es habitualmente utilizada por las hinchadas de fútbol; especialmente en Argentina, donde surgió un cántico utilizado tanto en tono de protesta a sus jugadores y dirigentes por los fanáticos, como por los piquetes y cacerolazos de los distintos sectores políticos durante la crisis de diciembre de 2001: ¡Que se vayan todos!. 